# الهون بن خزيمة
الهون بن خزيمة جد جاهلي له من الإخوة كنانة بن خزيمة جد قبيلة كنانة وأسد بن خزيمة جد قبيلة أسد وله عم واحد هو هذيل جد قبيلة هذيل.

## النسب
هو الهون بن خزيمة بن مدركة بن إلياس بن مضر بن نزار بن معد بن عدنان.

## أبناءه
- أبناء الهون بن خزيمة بن مدركة:

من بني الهون بن خزيمة:
- قبيلة القارة وهم ولد محلم بن غالب ماعدا قبيلة عضل ومنهم: قبيلة نويصر بن محلم.
- قبيلة عضل بن الديش بن محلم بن غالب بن عائذة بن يشيع بن مليح بن الهون بن خزيمة.[1]
- قبيلة الحكم بن مليح بن الهون بن خزيمة:[2] وقيل دخل ابناؤها في مذحج

فقالت العرب:
أَبَا حَكَمُ بنِ الهَوْنِ إلا تَمَذحُجَا ... وَ خَلَّفَ شَيْخا مِنْ خُزَيْمَةَ أَبْلَجَا